# Herz Jesu (Völpke)

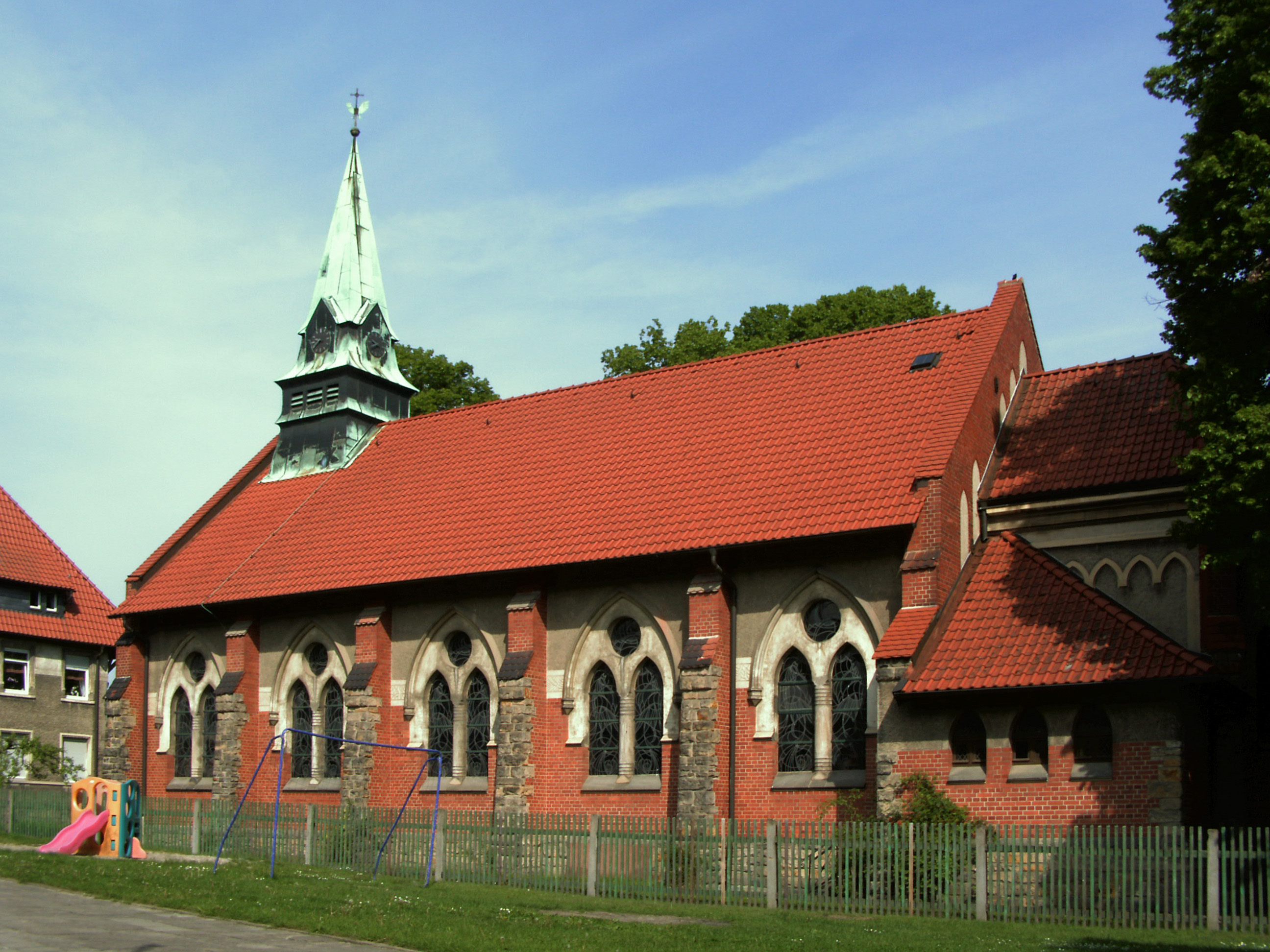
Herz-Jesu-Kirche

Herz Jesu ist die katholische Kirche in Völpke, einer Gemeinde im Landkreis Börde in Sachsen-Anhalt. Sie gehört zur Pfarrei St. Marien mit Sitz in Oschersleben, im Dekanat Egeln des Bistums Magdeburg. Die nach dem Heiligsten Herz Jesu benannte Kirche befindet sich in der Rudolf-Breitscheid-Straße 52 (Ecke Bahnhofstraße) und ist im Denkmalverzeichnis des Landes Sachsen-Anhalt unter der Erfassungsnummer 094 55953 als Baudenkmal aufgeführt.

## Geschichte
Im 16. Jahrhundert wurde die Bevölkerung im Raum Völpke durch die Einführung der Reformation evangelisch-lutherisch.
Mit dem durch die Industrialisierung ausgelösten Bevölkerungszuwachs im 19. Jahrhundert siedelten sich auch wieder Katholiken in Völpke an. Neben dem Bergbau im Helmstedter Braunkohlerevier boten die 1898 gegründete Brikettfabrik Fürst Bismark sowie die im Jahre 1900 erbaute Montanwachsfabrik Arbeitsmöglichkeiten. Auch der 1872 in Betrieb genommene Bahnhof trug zur wirtschaftlichen Entwicklung in Völpke bei.
Zunächst gehörten die Katholiken in Völpke zur Pfarrei Hamersleben; von 1865 an zur Missionspfarrei Hötensleben, die ab 1897 gelegentlich Gottesdienst in Völpke hielt. 1903 wurde in Völpke eine katholische Schule errichtet. Am 18. Juni 1905 erfolgte die Grundsteinlegung der Herz-Jesu-Kirche durch Propst Franz Schauerte. Ihre Benediktion folgte am 10. Dezember 1905, dem 2. Adventssonntag. 1906 folgte die Gründung der Kirchengemeinde Völpke als Filialvikarie, der spätere Weihbischof Augustinus Philipp Baumann war ihr erster Pfarrvikar. Von 1917 bis 1930 war der später im KZ Dachau umgekommene Pfarrer Gustav Vogt als Pfarrvikar in Völpke tätig. Am 1. Dezember 1924 wurde das Dekanat Oschersleben errichtet, zu dem die Pfarrvikarie Völpke als Filialgemeinde der Pfarrei Hötensleben gehörte. In Folge des Zweiten Weltkriegs vergrößerte sich die Zahl der Katholiken in Völpke durch den Zuzug von Heimatvertriebenen aus den Ostgebieten des Deutschen Reiches.
Seit 1989 verfügt die Kirche über keinen ortsansässigen Priester mehr. Am 1. September 1996 wurde das Dekanat Oschersleben wieder aufgelöst, seitdem gehört die Pfarrvikarie Völpke zum Dekanat Egeln. Am 13. Oktober 2007 wurde der Gemeindeverbund „Eilsleben – Großalsleben – Hadmersleben – Hamersleben – Hötensleben – Klein Oschersleben – Oschersleben – Sommerschenburg – Völpke“ errichtet, zu dem seitdem auch die Herz-Jesu-Kirche gehörte. Damals gehörten zur Kirchengemeinde Völpke rund 140 Katholiken. Am 28. November 2010 entstand daraus die heutige Pfarrei „St. Marien“. Die Volkszählung in der Europäischen Union 2011 zeigte, dass von den 1430 Einwohnern der politischen Gemeinde Völpke 89 der römisch-katholischen Kirche angehörten.

## Architektur und Ausstattung

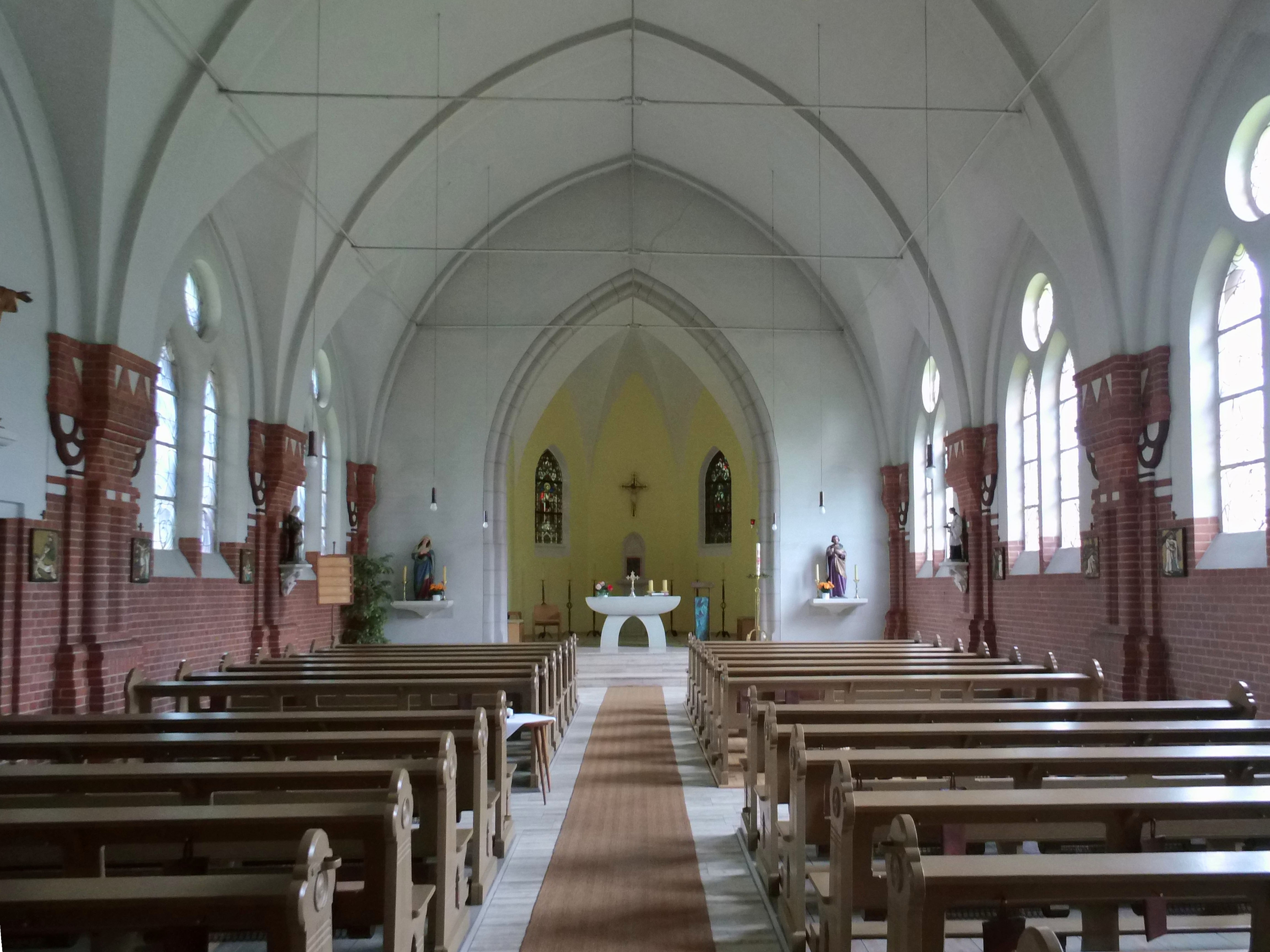
Inneres

Die Kirche wurde als Backsteinbau im Stil der Neogotik errichtet. Auf dem Satteldach befindet sich ein viereckiger Dachreiter mit zwei Glocken. Das Kirchengebäude hat ein Schiff und ein Chor mit 3/8-Schluss und verfügt über 176 Sitzplätze. Der Eingang an der Nordseite der Kirche wurde verschlossen und an seiner Stelle eine Taufkapelle eingerichtet.
Im Chorraum befinden sich Buntglasfenster aus der Bauzeit, erstellt wurden sie von Hertel und Lerch aus Düsseldorf. Die beiden Fenster zeigen die heiligen Paulus von Tarsus und Simon Petrus.
Die Tabernakelstele befindet sich im Altarraum. Unter der Orgelempore befindet sich der Beichtstuhl, ein Missionskreuz erinnert an die Volksmissionen von 1910 bis 1958. Zur Ausstattung der Kirche gehören ferner eine Herz-Jesu-Statue, Statuen der Heiligen Maria (Mutter Jesu), Josef von Nazaret und Aloisius von Gonzaga, sowie ein Kreuzweg und eine Pfeifenorgel.